# Diocèse de Socorro et San Gil
Le diocèse de Socorro et San Gil (en latin : Dioecesis Succursensis et Sancti Aegidii ; en espagnol : Diócesis de Socorro y San Gil) est un diocèse de l'Église catholique en Colombie, suffragant de l'archidiocèse de Bucaramanga. 

## Territoire

Il comprend 33 municipalités du département de Santander : Aratoca, Barichara, Cabrera, Charalá, Chima, Confines, Contratación, Coromoro, Curití, Encino, Galán, Gámbita, El Guacamayo (excepté le district de Santa Rita del Opón qui appartient au diocèse de Vélez), Guadalupe, Guapotá, Hato, Jordán, Mogotes, Ocamonte, Oiba, Onzaga, Palmar, Palmas del Socorro, Páramo, Pinchote, San Gil, San Joaquín, Simacota, Socorro, Suaita, Valle de San José, Villanueva et Zapatoca ce qui représente un territoire de 6 734 km2 divisé en 53 paroisses.
Le siège épiscopal est dans la ville de San Gil où se trouve la cathédrale Sainte-Croix. La cocathédrale de Socorro, qui est aussi basilique mineure, garde un tableau de Notre-Dame du Secoursqui est la patronne du diocèse.

## Histoire
Le diocèse, avec siège dans la ville de Socorro, est érigé le 20 marzo 1895 par le décret Iamdudum du pape Léon XIII en prenant une partie du territoire du diocèse de Tunja (aujourd'hui archidiocèse de Tunja).
Le siège est transféré dans la ville de San Gil le 19 janvier 1928 par la constitution apostolique Apostolici officii du pape Pie XI ; en même temps, le diocèse prend son nom actuel. Le 2 avril suivant, il cède une portion de son territoire pour l'érection de la préfecture apostolique de Río Magdalena (aujourd'hui diocèse de Barrancabermeja).
Nommé suffragant de l'archidiocèse de Bogota lors de sa création, il intègre la province ecclésiastique de l'archidiocèse de Nueva Pamplona le 29 mai 1956 par la constitution apostolique Dum rerum humanarum du pape Pie XII.
Le 27 octobre 1962, il cède les municipalités de Betulia et San Vicente de Chucurí pour l'agrandissement du diocèse de Barrancabermeja. Il intègre la province ecclésiastique de l'archidiocèse de Bucaramanga le 14 décembre 1974. Il cède une portion de son territoire le 14 mai 2003 pour l'érection du diocèse de Vélez.

## Évêques
- Evaristo Blanco (19 avril 1897 - 27 mars 1909) nommé évêque de Nueva Pamplona
- Francisco Cristóbal Toro (18 octobre 1910 - 16 décembre 1913) nommé évêque de Santa Marta
- Antonio Vicente Arenas y Rueda (28 mai 1914 - 12 juillet 1922)
- Leonidas Medina (7 mars 1923 - 19 juillet 1947)
- Ángel María Ocampo Berrio, S.J (19 juillet 1947 - 6 décembre 1950) nommé évêque de Tunja
- Aníbal Muñoz Duque (8 avril 1951 - 18 décembre 1952) nommé évêque de Bucaramanga
- Pedro José Rivera Mejía (20 février 1953 - 25 octobre 1975)
- Ciro Alfonso Gómez Serrano (25 octobre 1975 - 19 janvier 1980)
- Víctor Manuel López Forero (6 décembre 1980 - 7 juin 1985) nommé à l'ordinariat militaire en Colombie
- Jorge Leonardo Gómez Serna, O.P (6 mars 1986 - 3 novembre 2001) nommé évêque de Magangué
- Ismael Rueda Sierra (27 juin 2003 - 13 février 2009) nommé archevêque de Bucaramanga
- Carlos Germán Mesa Ruiz (2 février 2010 - 12 décembre 2019)
- Luis Augusto Campos Flórez depuis le 12 décembre 2019